# Emmanouíl Zaḯris
Emmanouíl Zaḯris (grec moderne : Εμμανουήλ Ζαΐρης ; Halicarnasse, Empire ottoman, 1876 - Mýkonos, royaume de Grèce, 1948) est un peintre grec de la fin du XIXe siècle et de la première moitié du XXe siècle.

## Biographie

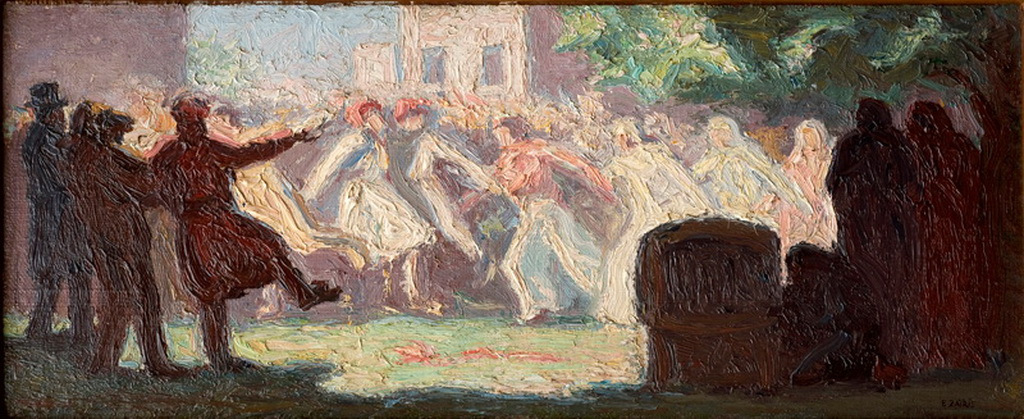
Carnaval à Athènes.

Emmanouíl Zaḯris naît à Halicarnasse (Bodrum), en Asie Mineure, dans l'Empire ottoman, en 1876 ou en 1878,. Aucune information n'est disponible quant à la date à laquelle il s'installe dans le royaume de Grèce.
En 1894, il se rend en Bavière où il s'inscrit à l'Académie des beaux-arts de Munich. Il y étudie auprès de Nikólaos Gýzis et, après l'obtention de son diplôme, reste travailler en Allemagne.
Au cours de la période entre 1904 et 1930, Zaḯris participe à 22 expositions au sein du Palais des glaces de Munich. Lors de l'exposition de 1913, Zaḯris reçoit une médaille d'or. En 1921, une exposition rétrospective des œuvres de l'artiste est organisée à Munich. À la recherche de son propre style, il réside pendant un certain temps à Paris. Après ce séjour, « la lumière est toujours présente à l'arrière-plan de ses tableaux, mais son pinceau porte constamment le parfum de l'école de Munich ».
Après un séjour de plusieurs années à l'étranger, il décide de rentrer définitivement en Grèce. En 1932, il est nommé directeur de l'antenne de l'École des beaux-arts d'Athènes sur l'île de Mýkonos. En 1934, une exposition rétrospective des œuvres de Zaḯris est organisée au sein du Zappéion d'Athènes, où l'artiste expose plus de 250 de ses œuvres. Zaḯris participe aux expositions panhelléniques d'art de 1938, 1939 et 1940, ainsi qu'à la Biennale de Venise de 1936. Il meurt en 1948, dans la ville de Mýkonos, à l'âge de 72 ans.
Dans ses œuvres, Zaḯris représente principalement des travailleurs dans un but de réflexion sociale, mais il peint également des paysages, ainsi que des portraits dans une moindre mesure. Rapidement, il s'éloigne des principes de l'Académie de Munich et des principes de l'ethographie et commence à peindre dans le style du réalisme. Il est également influencé par l'impressionnisme allemand, comme en témoignent les couleurs de ses œuvres.
Nombre d'œuvres de Zaḯris sont exposées au sein de la pinacothèque nationale d'Athènes, ainsi que dans de nombreuses autres galeries et collections privées, telles, entre autres, la Galerie municipale d'Ioánnina, la Galerie Avérof, la Fondation d'art « Tellóglion » et la Galerie Kouvoutsákis,,. Nombre de ses œuvres figurent également dans des ventes aux enchères internationales d'œuvres d'art.